# Torneo de Newport 2011
El Torneo de Newport fue un evento de tenis disputado en Newport, (Estados Unidos) entre el 4 y 10 de julio de 2011.

## Campeones
- Individuales masculinos:  John Isner derrota a   Olivier Rochus por 6–3, 7–6(8–6).

- Dobles masculinos:  Matthew Ebden /  Ryan Harrison derrotan a  Johan Brunström /  Adil Shamasdin  por 4–6, 6–3, [10–5].